# Electra (oceánide)

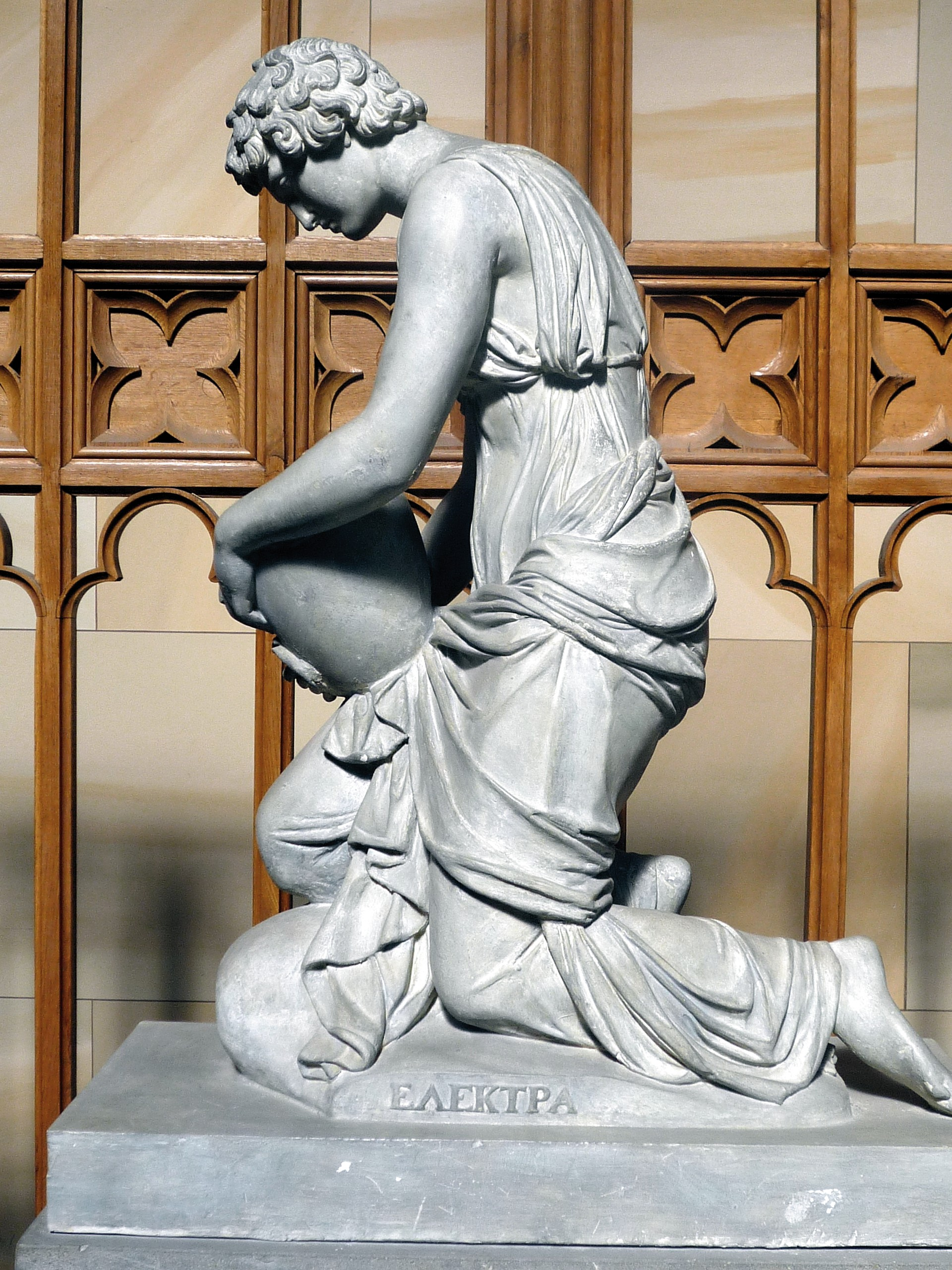
"Elektra", escultura de Christian Friedrich Tieck, 1824.

Según la mitología griega, Electra (en griego: Ἠλέκτρα, latín: Electra; «ámbar») era una ninfa oceánide y por lo tanto hija de Océano y Tetis. Tanto Hesíodo como Apolodoro cuentan que Electra se desposó con Taumante, uno de los hijos de Ponto y Gea, y por el que fue madre de tres raudas hijas, provistas de alas: Iris y las dos Harpías de hermoso cabellos, Aelo y Ocípete. Autores posteriores, como Higino, dicen que las Harpías eran ya tres en número, y las nombran como Celeno, Ocípete y Podarge. También le añaden la maternidad (una vez más por Taumante) del dios fluvial Hidaspes, que transcurre por la India y que fue testigo de la campaña de Dioniso contra su enemigo, el rey Deríades. Electra también era una de las compañeras de juego de Perséfone que se encontraban recogiendo flores cuando la tierra tembló, se abrió y surgió el propio Hades, que raptó a la muchacha. Pausanias dice que en el camino desde Andania hasta Ciparisia se encuentra un pueblo mesenio, Policne, y que allí se encuentran los arroyos del Electra y el Ceo.

### Ozómene
Higino es el único autor que denomina a la madre de Iris y las Harpías con el nombre de Ozómene («de ramas fuertes»), un hápax, identificada de manera natural con Electra, pues en la mitología tal es el único nombre que se da por filiación materna.